# تاريخ الإرهاب
تاريخ الإرهاب: هو تاريخ معروف لشخصية تاريخية بارزة أو هيئة أو حدث مرتبط بموضوع الإرهاب سواء بشكل صحيح أو على نحوٍ خاطئ. يتفق الباحثون على أن الإرهاب مصطلح متنازع عليه، وقلة قليلة ممن يتسمون بالإرهاب يصفون أنفسهم كذلك. عادة ما يصف كل من الأطراف المتنازعين الطرف الآخر بكونه إرهابيًا أو ممارسًا للإرهاب.
تبعًا لاتساع مفهوم مصطلح الإرهاب، تعود جذور الممارسات الإرهابية على الأقل إلى القرن الأول بعد الميلاد ممثّلة بطائفة السيكاري زيلوت اليهودية المتشددة، إلا أن هناك خلافًا حول ما إذا كانت هذه المجموعة التي اغتالت أعوان الحكم الروماني في مقاطع يهودا إرهابيين في الحقيقية. استُخدم مصطلح الإرهاب أول مرة في اللغة الإنجليزية خلال عهد الإرهاب من الثورة الفرنسية، عند تطبيق نادي اليعاقبة -الحاكم للدولة الثورية آنذاك- ممارسات إرهابية تضمنت الإعدامات الجماعية باستخدام المقصلة لفرض الطاعة بالقوة وبث الرعب بين أعداء النظام. استمر ارتباط المصلح بالعنف والترهيب من قبل السلطة حتى منتصف القرن التاسع عشر، حين اتصل بالمجموعات غير الحكومية. كانت الأناركية -التي وقفت بصف كل من القومية ونقد السلطة المَلَكيّة- المذهب الأبرز المرتبط بالإرهاب. مع حلول نهاية القرن التاسع عشر، ارتكب الأفراد أو المجموعات الأناركية اغتيالات بحق كل من الرئيس الأمريكي وأحد القياصرة الروس.
خلال القرن العشرين، استمر ارتباط الإرهاب بمجموعة واسعة من الأناركيين والاشتراكيين والفاشيين والمجموعات القومية، الذين ارتبط معظمهم بنضالات العالم الثالث ضد الاستعمار. كان العنف الممنهج الداخلي والتخويف الذي تمارسه السلطة -مثل الاتحاد السوفيتي الستاليني وألمانيا النازية- مما وصفه الباحثون أيضًا بالإرهاب.

## التعريف
رغم كل الاقتراحات، لا يوجد إجماع على تعريف مصطلح الإرهاب. يأتي ذلك نتيجة لأن المصطلح مشحون عاطفيًا وسياسيًا، إذ تحمل الكلمة في جوهرها معنىً سلبيًا يجعلها تنطبق عمومًا على أعداء المرء وخصومه.
يُعتقد أن مصطلح الإرهاب تشكل خلال فترة «حكم الإرهاب» التي امتدت من 5 سبتمبر عام 1793 إلى 28 يوليو عام 1794 في فرنسا. امتدت حتى 11 شهرًا طبّق فيها الحكم الثوري بقيادة اليعاقبة الإرهاب، تضمنت أعمالهم إعدامات جماعية باستخدام المقصلة لفرض الطاعة بالقوة وبث الرعب بين أعداء النظام. أشار أشهر اليعاقبة «روبسبيار» على أنفسهم بكونهم إرهابيين. إلا أن بعض العلماء اليوم لا يعتبرون حكم الإرهاب شكلًا من أشكال الإرهاب كونه كان منفّذًا من قبل السلطة الفرنسية آنذاك.

## أول أشكال الإرهاب
يختلف الباحثون فيما إذا كان يعود الإرهاب إلى القرن الأول الميلادي ممثًلا بجماعة السكاري زيلوت، أو إلى القرن الحادي عشر ممثلًا بطائفة الحشاشين، أو القرن التاسع عشر وأخوية فينيان ومنظمة الإرادة الشعبية السياسية الروسية نارودنايا فوليا، أو إلى أزمنة أخرى.
خلال القرن الأول الميلادي، ثار أتباع طائفة الزيلوت اليهود في مقاطعة يهودا الرومانية، وقتلو الأعوان البارزين للحكم اليوناني. في القرن السادس الميلادي، تبعًا للمؤرخ المعاصر يوسيفوس، شكّل يهوذا الجليلي طائفة شديدة التعصب من الزيلوت اليهود تدعى «سيكاري» (وتعني رجال الخنجر). كانت جهودهم موجهة ضد من أسموهم «الأعوان اليهود» وكهنة المعبد والصدوقيون والهيروديين وآخرين من النخبة الثرية. تبعًا ليوسيفوس، خبًأ السياكاريون خناجر قصيرة تحت معاطفهم، واختلطوا بالحشود أوقات الاحتفالات لاغتيال ضحاياهم، ثم يختفون بين الجموع الخائفة. كان اغتيالهم الأكبر بحق الكاهن الإسرائيلي الأعلى جوناثون.
في أواخر القرن الحادي عشر، ظهرت طائفة تدعى «الحشاشون»، وهي شعبة من الطائفة الإسماعيلية التابعة للمسلمين الشيعة بقيادة حسن الصباح ضد الحكم الفاطمي، استولت ميليشيا الحشاشين على قلعة الموت ومعاقل محصنة أخرى على امتداد بلاد فارس. كانت طائفة الحشاشين صغيرة جدًا لتواجه جيش الأعداء، لذا اعتمدوا على اغتيال حُكّام المدن وقادة الجيش؛ بهدف كسب تحالف جيوش الدول القوية من جاراتها. على سبيل المثال، قتلوا جناح الدولة حاكم حمص لإرضاء رضوان حلب، واغتالو مودود السلجوقي أمير الموصل خدمةً لوصيّ العرش في دمشق. نفذ الحشاشون اغتيالاتهم بهدف تطبيق الجزاء. تحت بعض التعاريف، لا تعتبر مثل هذه الاغتيالات إرهابًا، إذ إن قتل زعيم سياسي لا يرهب الأعداء السياسيين أو يلهم التمرد.
«أبناء الحرية»: هي مجموعة سرية تشكلت في كل من بوسطن ونيويورك في سبعينيات القرن الثامن عشر. وامتلكت أجندة سياسية لاستقلال المستعمرات الأمريكية في بريطانيا. تورطت المجموعة في عدد من العمليات التي يمكن اعتبارها إرهابية، واستخدمت أفعالها لأغراض دعائية.

## مؤامرة البارود
في الخامس من نوفمبر عام 1605، عمدت مجموعة من المتآمرين بقيادة روبرت كاتسبي إلى تدمير البرلمان الإنجليزي خلال افتتاح الدولة من قبل الملك جيمس الأول. إذ خططوا بشكل سري إلى تفجير كميات ضخمة من البارود الموجودة تحت قصر ويستمينستر. أُنتج البارود ووُضع في مكانه ذاك من قبل «جاي فوكس». هدفت المجموعة إلى شن انقلاب عبر اغتيال الملك جيمس الأول وأعضاء من كلا مجلسي البرلمان. خطط المتآمرون لجعل أحد أبناء الملك حاكمًا دميةً يستخدمونه لتحقيق مآربهم لإعادة الإيمان الكاثوليكي إلى إنجلترا. استأجر المتآمرون قبوًا للفحم واقعًا تحت مجلس اللوردات، وبدأوا بتجميع الفحم فيه عام 1604. إضافة إلى أهدافهم الرئيسة، كان للإنفجار أن يودي بحياة المئات وحتى آلاف من سكان لندن، ليتعبر الحدث الخرابي الأكثر إرهابًا في تاريخ بريطانيا، دافعًا الأمة إلى حرب دينية. كشف خبراء التجسس الإنجليز المؤامرة وأمسكوا بجاي فوكس مع البارود المخبأ أسفل البرلمان. هرب بقية المتآمرين إلى هولبيتش في ستافوردشاير. أدى إطلاق نار مع السلطات في 8 نوفمبر إلى مقتل كل من روبرت كاتسبي وتوماس بيرسي والأخوين كريستوفر وجون رايت مع اعتقال البقية. حوكم كل من فوكس وسبعة آخرين، وأُعدموا في يناير عام 1606. عرف الهجوم المخطط من ذلك الوقت بمؤامرة البارود، وتُحيى ذكراه سنويًا في بريطانيا في 5 نوفمبر بعروض من الألعاب النارية ونيران كبيرة تترافق غالبًا مع حرق دمىً لكل من جاي فوكس والبابا. غالبًا ما تُقارن مؤامرة البارود مع الإرهاب الديني الحديث، مثل الهجمات التي شنها إرهابيون إسلاميون في الولايات المتحدة في 11 سبتمبر عام 2001.

## ظهور الإرهاب الحديث
ارتبط مصطلح الإرهاب بإرهاب الدولة وحكم الإرهاب في فرنسا، حتى منتصف القرن التاسع عشر عندما ارتبط المصلح أيضًا بجماعات غير حكومية. كانت الأناركية -التي وقفت بصف كل من القومية ونقد السلطة المَلَكيّة- المذهب الأبرز المرتبط بالإرهاب. مع حلول نهاية القرن التاسع عشر، ارتكب الأفراد أو المجموعات الأناركية اغتيالات بحق كل من الرئيس الأمريكي وأحد القياصرة الروس.
خلال القرن التاسع عشر، طُوِّرت متفجرات بأسعار معقولة وأكثر ثباتًا وقوّة، ووصل التكامل العالمي إلى مستويات غير مسبوقة، وأصبحت الحركات السياسية الراديكالية مؤثرة على نطاق واسع. ألهم استخدام متفجرات الديناميت على وجه الخصوص الحركات الأناركية وكان محور التفكير الاستراتيجي لديهم.

### في الولايات المتحدة الأمريكية
قبيل الحرب الأهلية في أمريكا، وقف المناهض للعبودية جون براون (1800-1859) وحمل السلاح ضد حركة العبودية، وقاد عددًا من الهجمات بين عامي 1856 و1859، كان أشهرها الاعتداء الذي قام به عام 1859 ضد مستودع الأسلحة في هاربرس فيري. لكن سرعان ما استعادت القوات المحلية سيطرتها على الحصن، وحاكمت براون وأعدمته بتهمة الخيانة. كتب كاتب السيرة الذاتية حول براون بأنه هدف إلى إجبار الأمة على الخوض في نمط سياسي جديد عبر خلقه حالة من الإرهاب. في عام 2009، وفي الذكرى الـ150 من وفاة براون، ناقشت بعض من الصحف البارزة فيما إذا كان من الواجب اعتبار براون إرهابيًا أم لا.